# KVC Deerlijk Sport
KVC Deerlijk Sport is een Belgische voetbalclub uit Deerlijk. De club is bij de KBVB aangesloten met stamnummer 1634 en heeft groen en wit als kleuren. De club speelde in haar bestaan enkele seizoenen in de nationale reeksen.

## Geschiedenis
KVC Deerlijk Sport werd in 1929 opgericht en sloot zich in 1930 officieel aan bij de Belgische Voetbalbond. De club speelde er de volgende decennia in de provinciale reeksen. In 1956 werd de club koninklijk en de naam werd KVC Deerlijk Sport.
Deerlijk Sport klom op in de provinciale reeksen en in 1972 bereikte de club voor het eerst de nationale bevorderingsreeksen. Men wist er zich enkele seizoen vlot te handhaven in Vierde Klasse. In 1977 strandde Deerlijk echter op de voorlaatste plaats en degradeerde zo na vijf seizoenen weer naar de provinciale reeksen.
KVC Deerlijk Sport zou de volgende decennia niet meer terugkeren in de nationale reeksen en zakte al gauw ook weg uit Eerste Provinciale. Tegen halverwege de jaren 90 was de club gedegradeerd tot in Vierde Provinciale, het allerlaagste niveau. In 1996 kon men toch weer promoveren naar Derde Klasse, waar men de volgende jaren een subtopper werd en vaak streed voor verdere promotie. In 2002 kon men uiteindelijk weer opklimmen naar Tweede Provinciale. In 2006 slaagde men er via de eindronde nog eens in te promoveren naar het hoogste provinciale niveau, Eerste Provinciale. Het verblijf duurde daar echter maar een jaar, want in 2007 zakte men weer. Deerlijk bleef even op en neer gaan, want dankzij de titel in Tweede Provinciale in 2008 steeg men meteen nog eens naar Eerste Provinciale, om in 2009 meteen weer te zakken. De volgende seizoenen bleef de club nu in Tweede Provinciale spelen. In 2018 was het dan weer prijs, dankzij kampioen te spelen in Tweede Provinciale, steeg Deerlijk terug naar het hoogste provinciale niveau waar ze zich in het seizoen 2018/2019 niet konden handhaven. Na nog een aantal jaar in 2e Provinciale volgde opnieuw de promotie naar 1e Provinciale in 2022. 
Na een verdienstelijke 6e plaats in het seizoen 2022/23, besliste de ploeg echter het volgende seizoen een doorstart te maken in 4e Provinciale.